# هيروكازو هاسيغاوا
هيروكازو هاسيغاوا (باليابانية: 長谷川 博一) (20 أكتوبر 1986 في هيروشيما في اليابان – )؛ هو لاعب كرة قدم ياباني سابق كان يلعب كلاعب وسط.

## وصلات خارجية
- هيروكازو هاسيغاوا على موقع رابطة كرة القدم اليابانية للمحترفين (اليابانية)
- هيروكازو هاسيغاوا على موقع Soccerway.com (الإنجليزية)